# Красный Городок (городской округ город Скопин)
Кра́сный Городо́к — деревня в городском округе Скопин Рязанской области России.

## География
Деревня расположена в юго-западной части Рязанской области, на расстоянии примерно 4 км (по прямой) к юго-востоку от города Скопин, административного центра округа.

### Часовой пояс
Деревня Красный Городок как и вся Рязанская область, находится в часовой зоне МСК (московское время). Смещение применяемого времени относительно UTC составляет +3:00.

## Население
| 2010 | 2023 |
| ---- | ---- |
| 28   | ↗29  |